# Eutretosoma marshalli
Eutretosoma marshalli är en tvåvingeart som beskrevs av Mario Bezzi 1924. Eutretosoma marshalli ingår i släktet Eutretosoma och familjen borrflugor. Inga underarter finns listade i Catalogue of Life.